# Терічень (Келераш)
Терічень, Терічені (рум. Tăriceni) — село у повіті Келераш в Румунії. Входить до складу комуни Фресінет.
Село розташоване на відстані 60 км на схід від Бухареста, 41 км на захід від Келераші, 144 км на захід від Констанци.

## Населення
За даними перепису населення 2002 року у селі проживала 41 особа, усі — румуни. Усі жителі села рідною мовою назвали румунську.